# Johannes Meyer-Hamme
Johannes Meyer-Hamme (* 1975 in Hamburg) ist ein deutscher Geschichtsdidaktiker und Historiker. Er ist Professor für Theorie und Didaktik der Geschichte an der Universität Paderborn.

## Beruflicher Werdegang
Meyer-Hamme studierte von 1997 an der Universität Hamburg und Southampton University (GB) Geschichte, Geographie und Erziehungswissenschaft im Studiengang Lehramt an der Oberstufe, allgemeinbildende Schulen. Nach seinem Studium war er Stipendiat im DFG-Graduiertenkolleg "Bildungsgangforschung" an der Universität Hamburg und wurde bei Bodo von Borries promoviert. 2009 folgte das Referendariat in Hamburg und von 2010 bis 2012 die Tätigkeit als Lehrer an der Julius-Leber-Schule (Hamburg), seit Mai 2011 teilabgeordnet an die Universität Hamburg. 2014 wurde er abgeordneter Lehrer an der Universität Hamburg im Bereich der Didaktik der Geschichte und wissenschaftlicher Mitarbeiter im BMBF-Projekt: Historical Thinking - Competencies in History (HiTCH).
2014 erhielt er den Ruf auf die Professur für Theorie und Didaktik der Geschichte an der Universität Paderborn, seit 2017 ist er Sprecher des Historischen Instituts.

## Forschungsgebiete
Meyer-Hammes Hauptforschungsgebiete sind Theorien historischen Denkens und Lernens, Geschichtstheorie, Kompetenzen historischen Denkens, historisches Lernen in der Migrationsgesellschaft, historisches Lernen mit Comics und Graphic Novels und geschichtsdidaktische empirische Forschung.

## Preise
Er erhielt 2009 für seine Dissertation den Karl-Heinz-Ditze-Preis für herausragende geisteswissenschaftliche Dissertationen. 2013 war er gemeinsam mit Jan Albroscheit Preisträger des Hamburger Lehrpreises 2013 der Senatorin für Wissenschaft und Forschung für das geschichtsdidaktische Seminar: Projektwerkstatt zum Geschichtswettbewerb des Bundespräsidenten (Master of Education).

## Publikationen (Auswahl)
Monographien
- Bodo von Borries, Claudia Fischer, Sibylla Leutner-Ramme, Johannes Meyer-Hamme: Schulbuchverständnis, Richtlinienbenutzung und Reflexionsprozesse im Geschichtsunterricht. Eine qualitativ-quantitative Schüler- und Lehrerbefragung im deutschsprachigen Bildungswesen 2002. (Bayerische Studien zur Geschichtsdidaktik, Bd. 9), Neuried 2005.
- Johannes Meyer-Hamme: Historische Identitäten und Geschichtsunterricht. Fallstudien zum Verhältnis von kultureller Zugehörigkeit, schulischen Anforderungen und individueller Verarbeitung. Schriften zur Geschichtsdidaktik, Bd. 26, Idstein 2005.
- Johannes Meyer-Hamme et al.: Kompetenzen historischen Denkens erfassen. Konzeption, Operationalisierung und erste Befunde des Projekts "Historical Thinking – Competencies in History" (HiTCH). Münster, München u. a. 2017.

Herausgeberschaften
- Jan-Patrik Bauer, Johannes Meyer-Hamme, Andreas Körber (Hrsg.): Geschichtslernen – Innovationen und Reflexionen. Geschichtsdidaktik im Spannungsfeld von theoretischen Zuspitzungen, empirischen Erkundungen, normativen Überlegungen und pragmatischen Wendungen. Festschrift für Bodo von Borries zum 65. Geburtstag. Pfaffenweiler 2008.
- Johannes Meyer-Hamme, Holger Thünemann, Meik Zülsdorf-Kersting (Hrsg.): Was heißt guter Geschichtsunterricht? Perspektiven im Vergleich. Schwalbach/Ts 2012.